# Guzmania sneidernii
Guzmania sneidernii är en gräsväxtart som beskrevs av Lyman Bradford Smith. Guzmania sneidernii ingår i släktet Guzmania och familjen Bromeliaceae. Inga underarter finns listade i Catalogue of Life.